# Liga Premier de Ucrania 2008-09
La temporada 2008-09 de la Liga Premier de Ucrania fue la 18.ª edición desde su creación. Se reestructuró la liga y se separó de la Liga de Fútbol Profesional de Ucrania. Fue nombrada oficialmente como Campeonato EpiCentre de Ucrania  de fútbol.
Shajtar Donetsk fue el campeón defensor, después de haber ganado su cuarto título de liga la temporada pasada. La temporada comenzó el 16 de julio de 2008 con un empate sin goles entre Tavriya y Dnipro. La última fecha se jugó el 26 de mayo de 2009. Un total de dieciséis equipos participaron en la liga: catorce de ellos habían participado en la temporada 2007/08 , mientras que los dos restantes fueron promovidos desde la Persha Liha.
Ahmed Yanuzi, del Vorskla Poltava, anotó el primer gol en el torneo el 18 de julio de 2008, en el minuto 72 de un partido fuera de casa contra el FC Járkov. Dinamo Kiev ganó su título a falta de varios partidos para el final de la temporada después de una victoria en casa contra Tavriya Simferopol. Dinamo terminó con quince puntos de ventaja sobre el defensor del título y actual subcampeón Shajtar Donetsk.

## Tabla de posiciones
| Pos | Equipo                | PJ | PG | PE | PP | GF | GC | Dif | Pts |
| --- | --------------------- | -- | -- | -- | -- | -- | -- | --- | --- |
| 1.  | Dinamo Kiev           | 30 | 26 | 1  | 3  | 71 | 19 | +52 | 79  |
| 2.  | Shajtar Donetsk       | 30 | 19 | 7  | 4  | 47 | 16 | +31 | 64  |
| 3.  | Metalist Járkov       | 30 | 17 | 8  | 5  | 44 | 25 | +19 | 59  |
| 4.  | Metalurg Donetsk      | 30 | 14 | 7  | 9  | 36 | 27 | +9  | 49  |
| 5.  | Vorskla Poltava       | 30 | 14 | 7  | 9  | 32 | 26 | +6  | 49  |
| 6.  | Dnipro Dnipropetrovsk | 30 | 13 | 8  | 10 | 34 | 25 | 9   | 48  |
| 7.  | Metalurg Zaporizhia   | 30 | 12 | 9  | 9  | 29 | 30 | –1  | 45  |
| 8.  | Tavriya Simferopol    | 30 | 10 | 7  | 13 | 41 | 45 | –4  | 37  |
| 9.  | Karpaty Lviv          | 30 | 8  | 10 | 12 | 33 | 39 | –6  | 34  |
| 10. | Chernomorets Odessa   | 30 | 12 | 2  | 16 | 34 | 42 | –8  | 321 |
| 11. | Arsenal Kiev          | 30 | 8  | 8  | 14 | 26 | 33 | –7  | 32  |
| 12. | Kryvbas Kryvyi Rih    | 30 | 8  | 8  | 14 | 21 | 36 | –15 | 32  |
| 13. | Zarya Lugansk         | 30 | 8  | 7  | 15 | 29 | 45 | –16 | 31  |
| 14. | Illichivets Mariupol  | 30 | 7  | 5  | 18 | 31 | 54 | –23 | 26  |
| 15. | FC Lviv               | 30 | 6  | 8  | 16 | 24 | 39 | –15 | 26  |
| 16. | FC Járkov             | 30 | 2  | 9  | 19 | 19 | 50 | –31 | 122 |

- 1 Al Chernomorets se descontaron 6 puntos por no cumplir con las obligaciones contractuales con el jugador bosnio Đorđe Inđić.[1]
- 2 El 6 de mayo de 2009, la Comisión Disciplinaria de la FPL le descontó 3 puntos al FC Járkov.[2]

|  | Fase de grupos de la Liga de Campeones             |
|  | Tercera ronda previa de la Liga de Campeones       |
|  | Tercera ronda previa de la Liga Europea de la UEFA |
|  | Segunda ronda previa de la Liga Europea de la UEFA |
|  | Ronda play-off de la Liga Europea de la UEFA       |
|  | Descenso a la Persha Liha                          |

## Goleadores
| # | Jugador           | Goles | Equipo              |
| - | ----------------- | ----- | ------------------- |
| 1 | Oleksandr Kovpak  | 17    | Tavriya Simferopol  |
| 2 | Ismaël Bangoura   | 13    | Dinamo Kiev         |
| 2 | Oleksandr Alíev   | 13    | Dinamo Kiev         |
| 4 | Jakson Coelho     | 11    | Metalist Járkov     |
| 5 | Serhiy Kuznetsov  | 10    | Karpaty Lviv        |
| 5 | Parid Xhihani     | 10    | Zarya Lugansk       |
| 5 | Artem Milevski    | 10    | Dinamo Kiev         |
| 8 | Tiberiu Ghioane   | 9     | Dinamo Kiev         |
| 9 | Oleksandr Kosyrin | 8     | Chernomorets Odessa |
| 9 | Marko Dević       | 8     | Metalist Járkov     |
| 9 | Ricardo Fernandes | 8     | Metalurg Donetsk    |